# José Álvarez Guerra
José Álvarez Guerra (Zafra, 27 de marzo de 1778 - Sevilla, 8 de julio de 1863) fue un militar, político y filósofo español, hermano del ministro Juan Álvarez Guerra y del militar Andrés Álvarez Guerra, padre de Elena Cipriana Álvarez Durán y bisabuelo de los hermanos Manuel y Antonio Machado.

## Biografía
Hijo de acaudalados hacendados de Zafra, aprendió Lógica, Física y Metafísica en el colegio franciscano de su ciudad natal y más tarde hizo estudios de abogacía en la Universidad de Salamanca, pero al tercer año se estableció en Madrid llamado por su hermano Juan para que lo ayudase en la traducción y arreglo de los dieciséis volúmenes del Diccionario de Agricultura de François Rozier. Allí estudió luego matemáticas y estableció con su hermano Juan un negocio de encurtidos o tenerías que se fue al garete con la invasión francesa, perdiendo ambos unos 80.000 reales. Fue después capitán de la primera compañía del batallón Cazadores de Zafra que había armado y pagado su otro hermano, Andrés, a cambio de ser nombrado Coronel del mismo, al comienzo de la Guerra de la Independencia, y se vio implicado en su destitución por irregularidades burocráticas tras diversas acciones de guerra; en 1810 sirvió en el Batallón de Voluntarios de Santiago, en los Voluntarios de Barcelona y en los Voluntarios de La Serena. Llegó a ser oficial de Estado Mayor, pero se retiró al tiempo que Fernando VII reinstauraba el absolutismo.
En 1814 se casó con Cipriana (Gato) Durán, hermana de Agustín (Gato) Durán, compilador del famoso Romancero general, de la que tendrá a Elena Cipriana Álvarez Durán, casada más tarde con el catedrático darwinista de historia natural Antonio Machado Núñez, alumno del famoso Mateo Orfila en París y abuelo de los poetas. La amistad de su hermano con Agustín Argüelles le supuso la confianza de los liberales y, durante el Trienio Liberal (1820-1823) fue nombrado jefe político de Salamanca (1820), Palencia (1821) y Cáceres (1822). Al advenir la invasión francesa, tuvo paradójicamente que refugiarse en Francia con su familia durante dos años por sus ideas liberales para evitar la represión de los españoles reaccionarios. En su Autobiografía, sin embargo, escribirá lo siguiente:
Me acabé de convencer que, sumados males y bienes, es preferible la sociedad española por su mismo atraso intelectual, o por su mayor inocencia, a todas las conocidas
Volvió pues en 1826 y se dedicó a la agricultura; a la muerte de Fernando VII (1833) y el advenimiento de la moderada España liberal de la Regencia de María Cristina, fue nombrado gobernador civil de Cáceres (1835) y Soria (1836). En esos años también presidió las diputaciones de Cáceres (1822) y Soria (1836), en cargo anejo al de jefe político de esas provincias. Además de sus cargos, Álvarez Guerra impulsó la creación de semanarios en todas las provincias para orientar a la opinión pública -y como tal puede ser considerado uno de los precursores de los boletines oficiales de la provincia-, así como el establecimiento de “Tertulias patrióticas”, y la formación de milicias nacionales.
Finalmente, la tercera etapa de su vida se abrió en 1836 cuando se retiró de la política y duró hasta su muerte en 1863. Es su etapa filosófica. En ella se dedicó a hilvanar una particularísima teoría filosófica a la que denomina "Unidad Simbólica" en la que los investigadores han visto rastros de socialismo utópico y Marcelino Menéndez Pelayo una sorprendente prefiguración del Krausismo. Su principal obra en este sentido es Unidad simbólica o Destino del Hombre en la Tierra o Filosofía de la Razón, publicada en dos volúmenes en 1837. Hay indicios de que su salud mental comenzó a deteriorarse desde entonces, y falleció a consecuencia del agravamiento de su salud tras una caída en Sevilla, el 8 de junio de 1863. Su figura inspiró muy probablemente uno de los heterónimos de su biznieto el poeta Antonio Machado, el del filósofo Abel Martín.

## Obras
- Indicaciones político militares del estado de la nación española: dirigidas a la oficialidad de los exércitos nacionales y dedicadas al soberano Congreso de Cortes, Madrid, M. de Burgos, 1814.
- Unidad simbólica o Destino del Hombre en la Tierra o Filosofía de la Razón, por un amigo del Hombre,  Madrid: Imprenta de Marcelino Calero, 1837, 2 vols.
- Autobiografía